# Impostor (telenovela)
Impostor é uma telenovela filipina produzida e exibida pela ABS-CBN, cuja transmissão ocorreu em 2010.

## Elenco
- Sam Milby - Anthony Florencio[6]
- Maja Salvador - Mariz Benitez-Florencio / Devina "Devin" Ventura
- Melai Cantiveros - Devina "Devin" Ventura / Mariz Florencio
- Jason Francisco - Popoy Calantiao
- Precious Lara Quigaman - Monique Benitez

## Prêmios
| Ano  | Prémio             | Categoria         | Resultado |
| ---- | ------------------ | ----------------- | --------- |
| 2011 | Emmy Internacional | Melhor Telenovela | Indicado  |